# Brassia cochleata
Brassia cochleata är en orkidéart som beskrevs av George Beauchamp Knowles och Frederic Westcott. Brassia cochleata ingår i släktet Brassia och familjen orkidéer. Inga underarter finns listade i Catalogue of Life.